# Aeroportul Kédougou
Aeroportul Kédougou (IATA: KGG, ICAO: GOTK) este un aeroport din Kédougou, département de Kédougou⁠(d), Regiunea Kédougou, Senegal ce deservește zona Kédougou. A fost numit după zona deservită.
Situat la o altitudine de 178 m, aeroportul dispune de 1 pistă.

## Infrastructură

### Piste
Aeroportul dispune de o singură pistă. Pista 11/29 are suprafața de Bitum și dimensiunile 1.800 m × 15 m. 